# Повітка

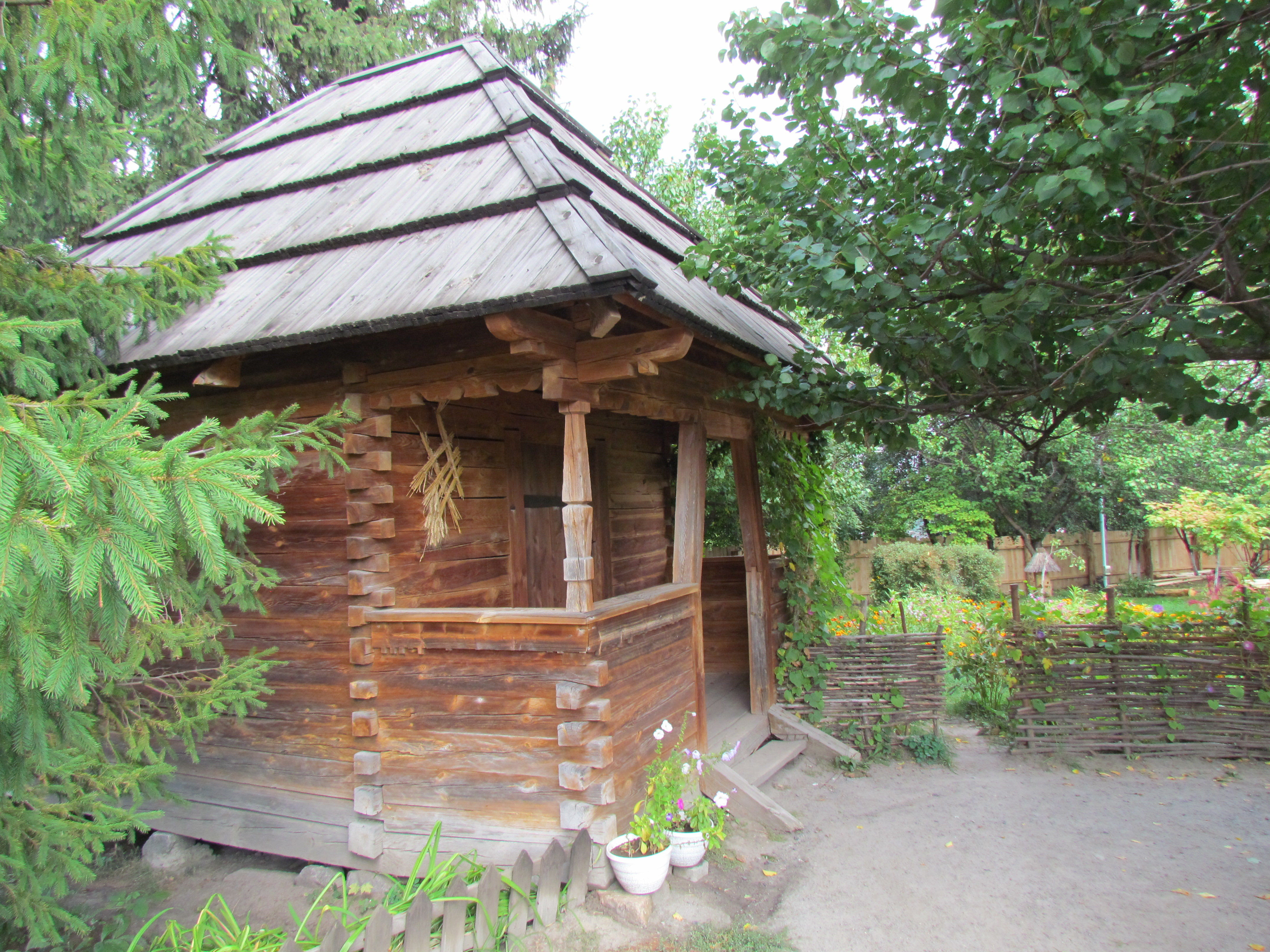
Повітка в саду

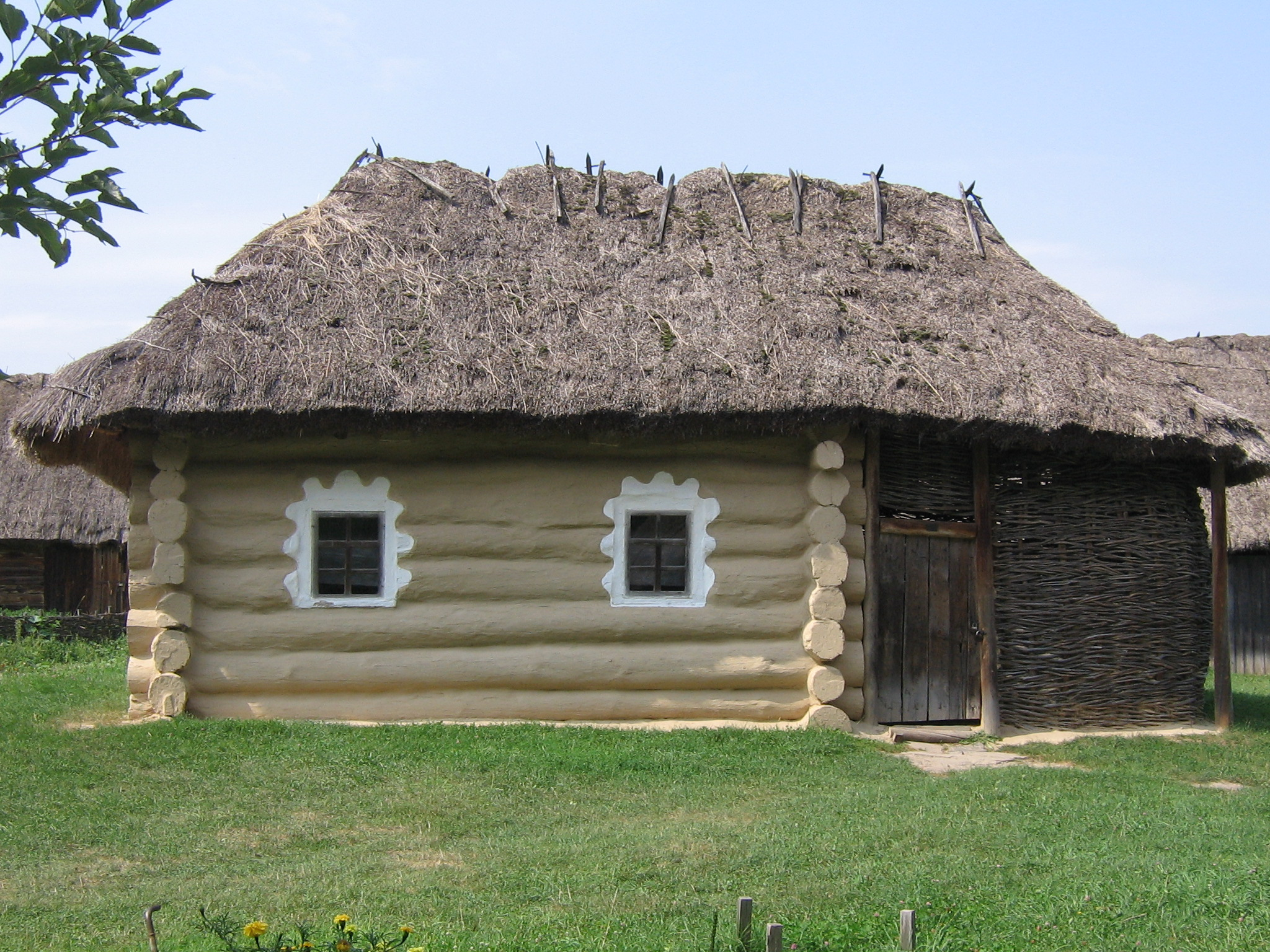
Стара хата. Житлове приміщення з'єднане з повіткою (Музей у Пирогові)

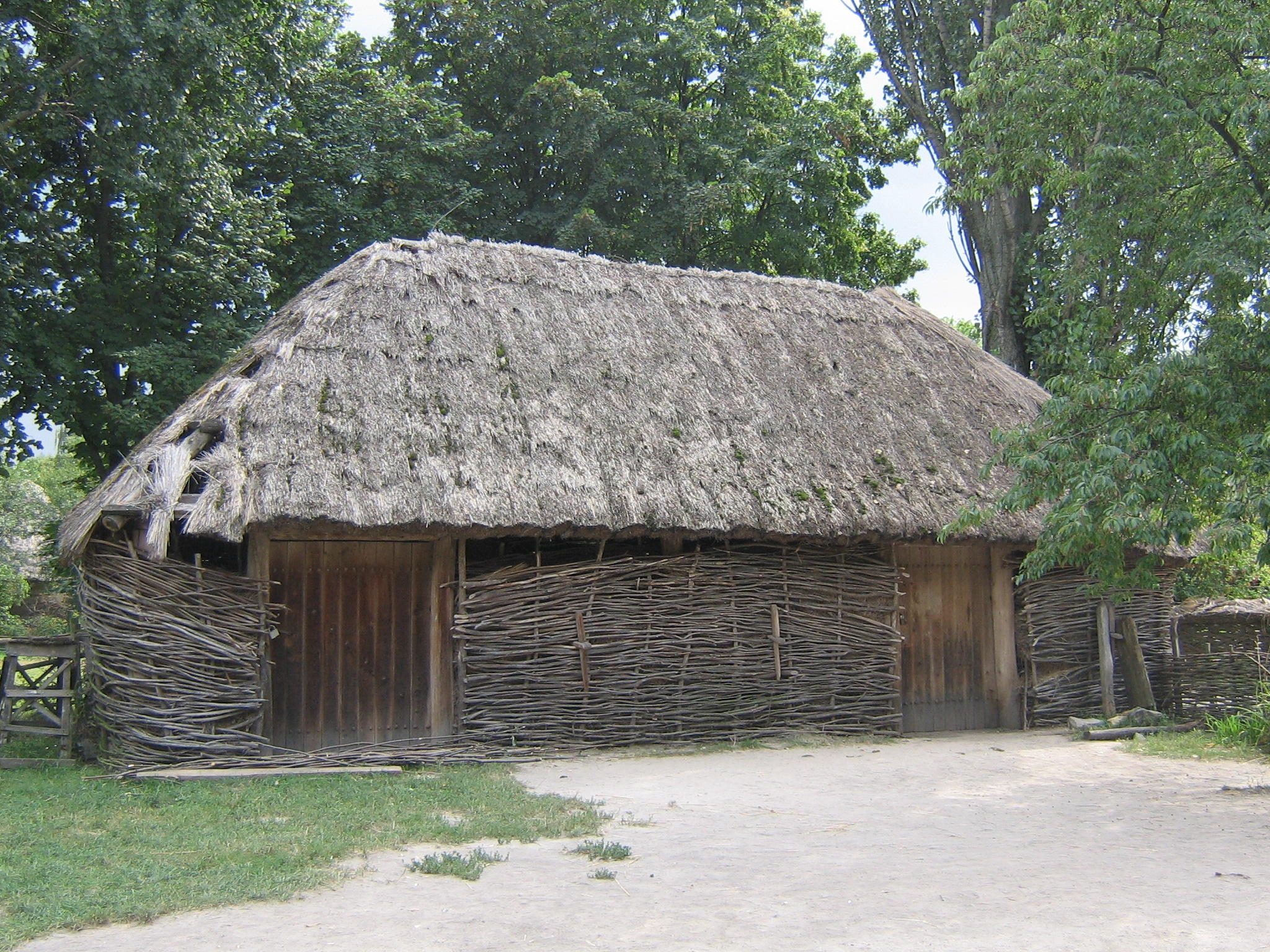
Стара повітка (Музей у Пирогові)

Пові́тка, також сарай, діал.: пові́ть, шопа — «господарське приміщення для утримання свійських тварин або зберігання сільськогосподарського реманенту.
Повітки, як правило, менш міцні, ніж звичайні будинки, і мають незначну ізоляцію або зовсім її не мають, прості одноповерхові споруди в саду або на ділянці, яка використовується для зберігання та паркування, хобі або як майстерня. Повітки зазвичай не мають вікон і освітлення. Повітки можна використовувати, наприклад, для зберігання садовового знаряддя (граблі, лопата, тачка, відро, лійка, шланг для води і ін.), каное, човна, велосипеда, мопеда, коптильні. Повітку можна закрити на замок, щоб діти, худоба, дикі тварини тощо не могли потрапити в повітку.

## Використання в мовленні
Зазвичай, використовується слово сарай — «господарське приміщення для зберігання різного майна».
Лексеми ятка («легка будівля для тимчасового користування (торгівлі, виставки і т. ін.; балаган); накриття, зроблене з хворосту, очерету, полотна тощо для захисту від сонця, дощу і т. ін.; повітка.»), шопа («покрівля, накриття на опорах для захисту чого-небудь від сонця, дощу і т. ін.» ), хлів (те саме, що сарай), сарай («господарське приміщення для утримання свійських тварин або зберігання сільськогосподарського реманенту та різного майна») — належать до лексико-семантичної групи слів на позначення легких нежитлових господарських споруд і допоміжних надвірних будівель, їхніх частин — «легка тимчасова будівля, покрівля, накриття на опорах для захисту кого- чого-небудь». 
Загальні назви: хлів, сарай, повітка, курінь — універсальні споруди, які можуть використовуватись для різних господарських потреб: для зберігання знарядь, так і матеріалів, для утримання худоби, для зберігання палива тощо. Специфічні назви, які вживаються для називання таких реалій, які мають конкретне призначення, пристосовані для вужчих потреб, наприклад є, собашник — тільки для утримування собак, курник (курятник), гусятник, качатник — для свійської птиці, кошара — для овець або кіз, хлів — для худоби, саж — для свиней, корівник — для великої рогатої худоби, стайня (конюшня) — для коней і т.д. Іншими варіантами є: оборіг — повітка на чотирьох стовпах для зберігання сіна, збіжжя тощо, возівня — повітка для воза, саней і таке інше, кошниця — висока (двох-трьох метрів) й вузька повітка, виплетена з лози, куди зсипають кукурудзу в качанах, лабаз — приміщення для продажу або зберігання зерна та борошна; сарай, повітка, комора; настил, плоска покрівля.
| | \| «Коло хати, у дворі, огородженому тином, повітка, сарай і менші халабуди, де мукала, кувікала й кудкудахкала живність». \| |
| — Журнал "Дніпро", випуски 7-8. — 2007 (стор.:12)                                                                       | |
| «Коло хати, у дворі, огородженому тином, повітка, сарай і менші халабуди, де мукала, кувікала й кудкудахкала живність». | |

| | \| «Повітка для сільськогосподарських машин; 4. Пожежний сарай; 5. Повітка для транспортних засобів.» \| |
| — наук. зб. «Матеріали з етнографії та художнього промислу» (1957)                                 | |
| «Повітка для сільськогосподарських машин; 4. Пожежний сарай; 5. Повітка для транспортних засобів.» | |

| | \| «Значну частину невеличкої їхньої садиби займав здоровий сарай (повітка) з воротами, в які могла в'їхати підвода, і на яких любила кататися маленька Шура (Саша). Улітку сарай слугував за майстерню: у ньому стояли гончарні круги і лава, зя якою ліпили і малювали посуд. Під самим бугром було викопано три горни для випалювання; один із них маленький — для іграшок.»[8][9] \| |
| — Леонід Сморж «Гончарівна: (одержима керамікою)» | |
| «Значну частину невеличкої їхньої садиби займав здоровий сарай (повітка) з воротами, в які могла в'їхати підвода, і на яких любила кататися маленька Шура (Саша). Улітку сарай слугував за майстерню: у ньому стояли гончарні круги і лава, зя якою ліпили і малювали посуд. Під самим бугром було викопано три горни для випалювання; один із них маленький — для іграшок.» | |

Часто це була відкрита з одного або двох боків будівля, де люди могли працювати в негоду або зберігати різні речі. Іноді в повітках перетримували худобу. Наприклад, повітка — типова будівля для селянських господарств Лісостепової зони України середини XIX століття, де господар тримав худобу, мала двоє дверей, стіни повітки плетені з лози, закріплені до дубових присох, стеля відсутня, підлога земляна, дах — чотирьохсхилий, критий соломою, утримується на кроквах. Більшість цих сільськогосподарських будівель будувалися з найменш цінних матеріалів, зі стінами переважно каркасної (закладної) конструкції. Виняток становили комора та клуня, оскільки в них зберігали найкоштовніші запаси землеробської сім'ї. Надалі при зростанні матеріальних можливостей та залученні висококваліфікованих архітектурних кадрів об'єкти виробничого будівництва набули гармонійної злагодженості і різноманітності пластичних форм, а у низці випадків відзначалися багатством та
ошатністю декоративного оздоблення.
Стосовні до поняття повітка історичні лексеми чулан, закрам, сарай, склад змінили своє значення, семантику та словотвірне оформлення, трансформувавшись в репрезентант зерносклад, через що семантика цих лексем посилилась внаслідок оцінних складників значення.

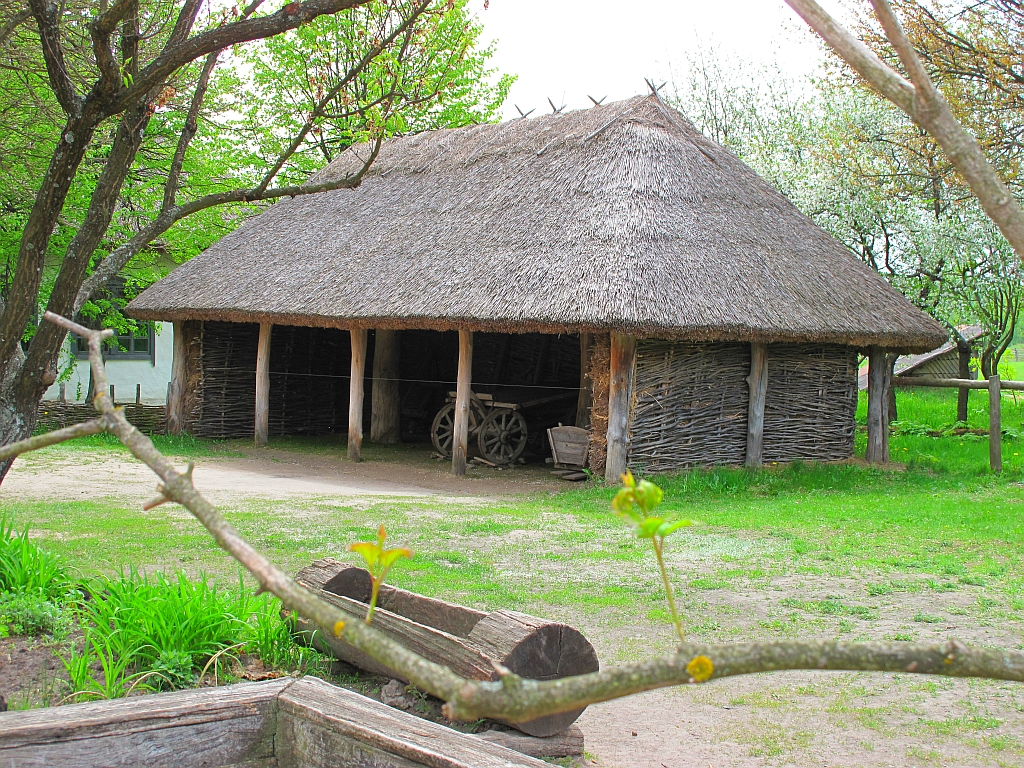
Возівня. Музей у Пирогові.
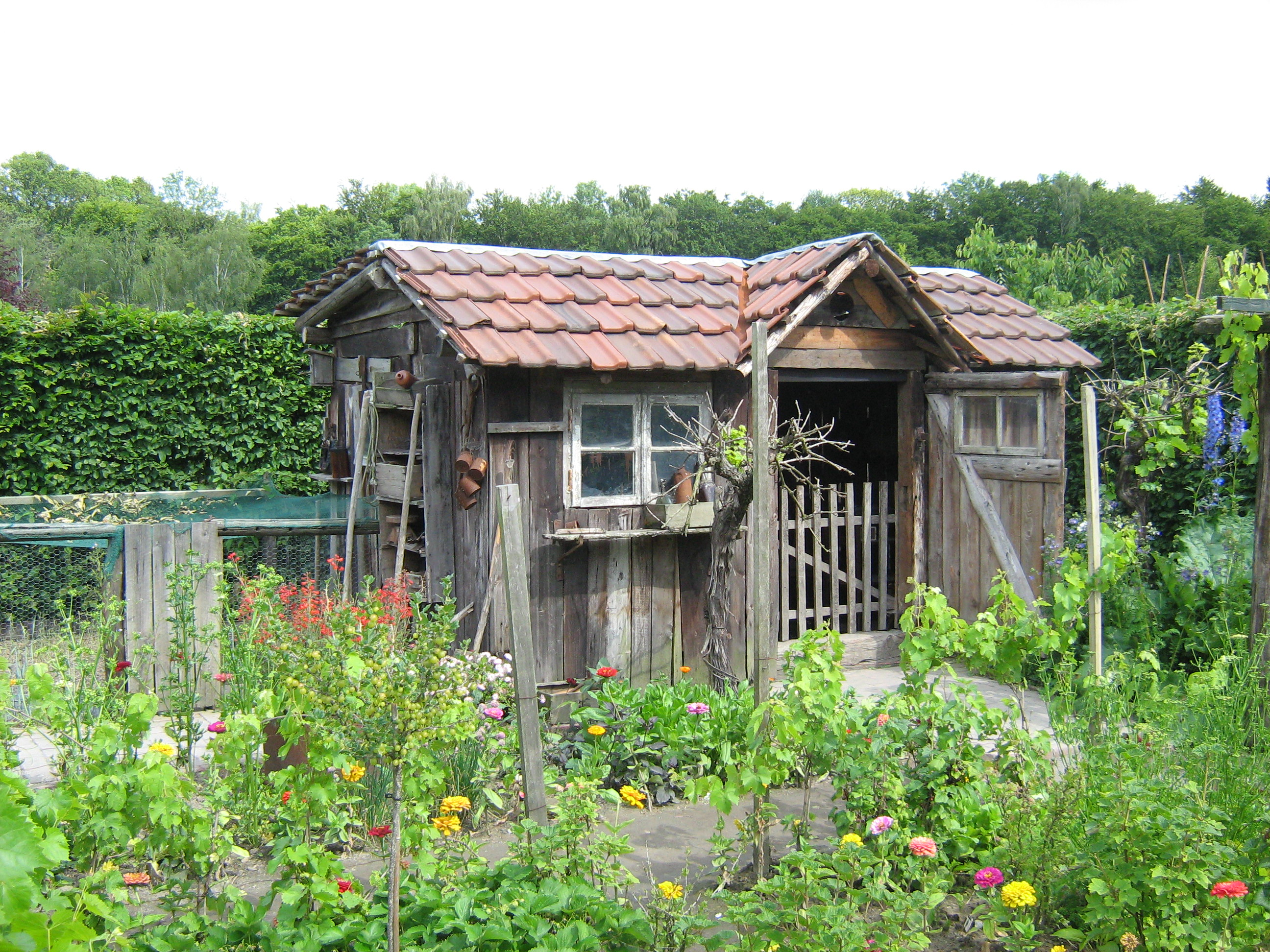
Дачний сарай
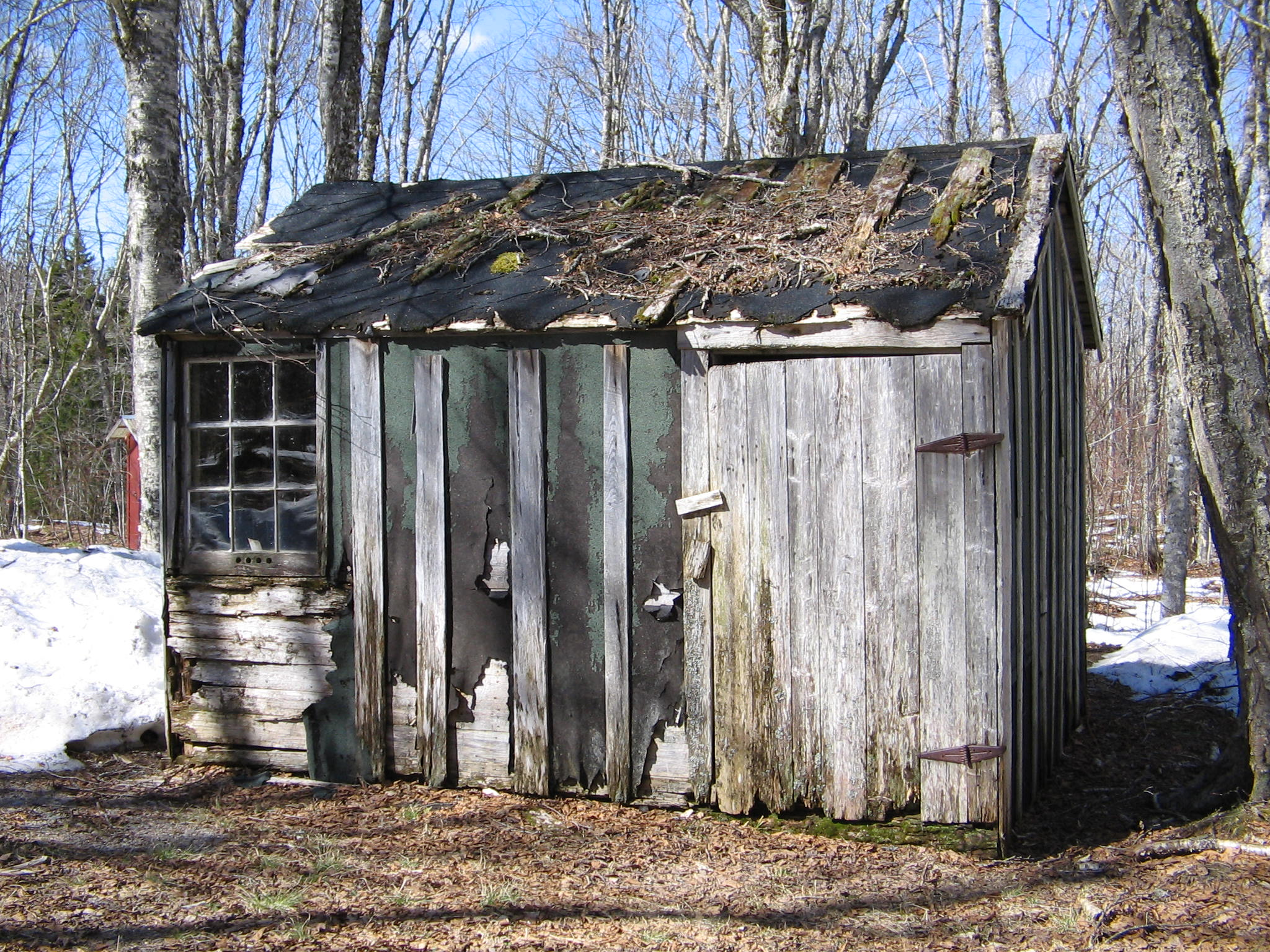
Сільський сарай
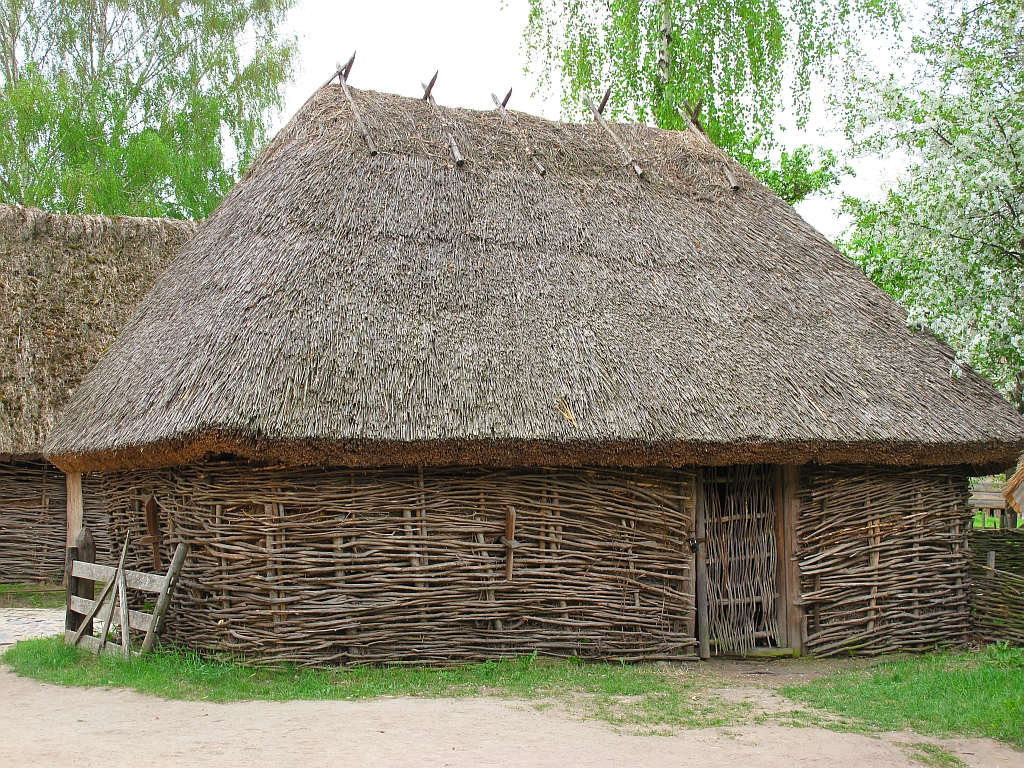
Повітка з плетеними стінами в саду. Музей у Пирогові
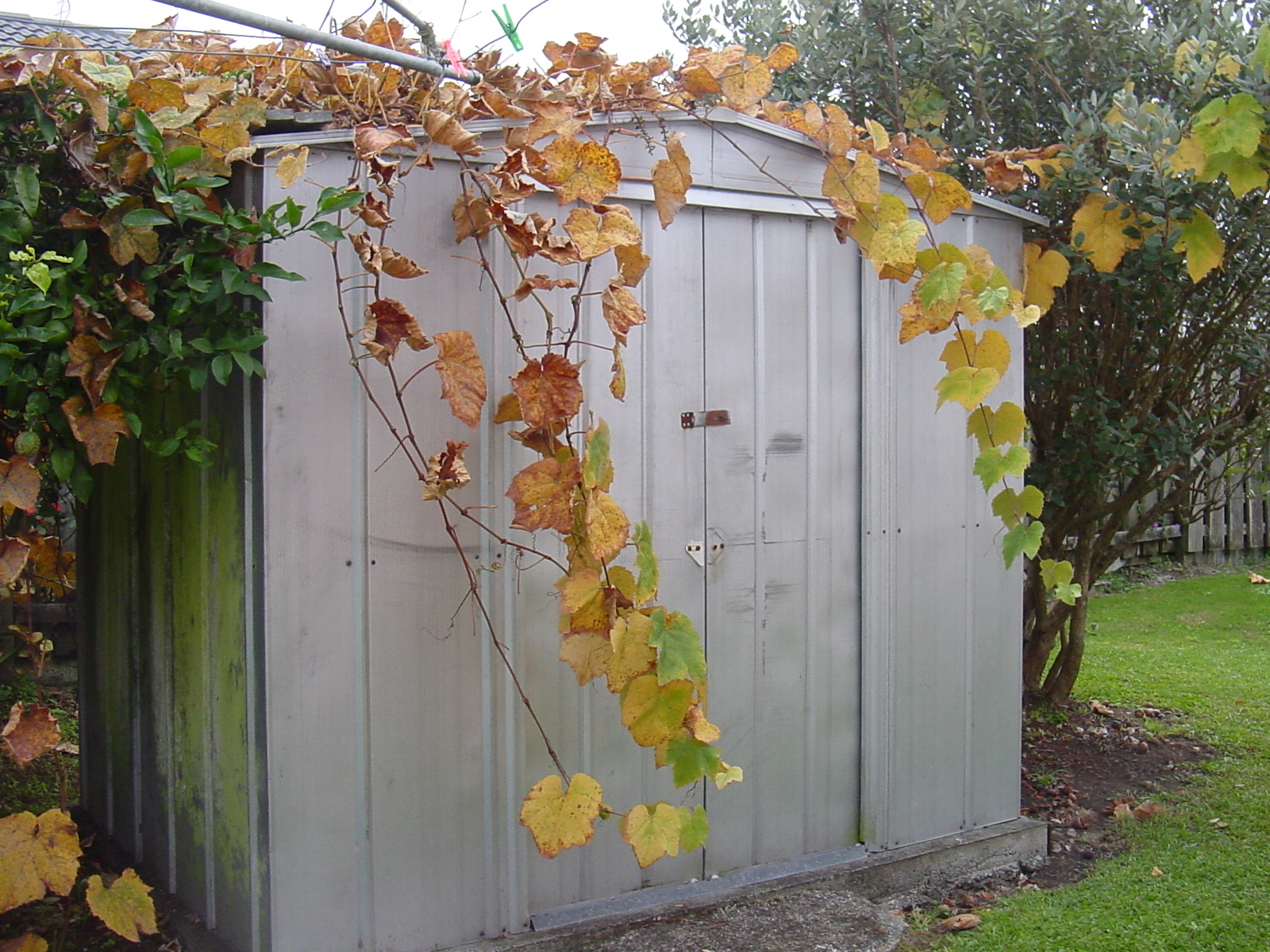
Садовий металевий сарай з листів оцинкованої сталі на сталевому каркасі

## Походження
Слово повітка походить від прасл. *povětь, очевидно, утвореного від *povětiti («покрити гілками»). Припускають також зв'язок з *vějati («віяти») або з *jata «комора; охорона». Слово повет, повѣта, у сучасному значенні «повітка» з'являється у пам'ятках XVI століття. Словенське pojata «господарська побудова, сарай, хлів».
Слово сарай в українській мові, очевидно, є тюркізмом — сходить до тюрк. sarai, де походить від перс. sarāi, sarā (від праір. *sraða). У цих східних мовах слово сарай має значення «палац», «хороми».
Сарай (від перського sarāi' — "палац")' — загальноприйнята в історіографії назва столиць Золотої Орди, які існували в 13—15 століттях у пониззі Волги.
Ця лексема присутня у таких географічних назвах Золотої Орди:
- Сарай-Бату — столиця Золотої Орди, заснована ханом Батиєм.
- Сарай-Берке — столиця Золотої Орди, заснована ханом Берке.
- Сарайчик — місто Казахського ханства, столиця Ногайської орди, у дослівному перекладі з тюркських мов означає «Малий Сарай» («Малий палац»).

Новий Сарай (в який перенесли зі Старого Сарая столицю Золотої Орди) знищив 1395 емір Тімур. Проте якесь місто з назвою Сарай існувало далі й остаточно занепало наприкінці 15 столітті. Православний єпископ полишив Сарай 1454, коли центр єпархії перенесли до підмосков'я с. Крутиці (нині в межах Москви).

## Термін
Термін «повітка» узагальнює тип споруди, який менш міцний, ніж звичайні будинки. Повітка могла використовуватися як дворова майстерня і господарське приміщення для утримання свійських тварин або зберігання сільськогосподарського реманенту та різного майна. Інша назва таких легких споруд — «ятка» (також так називають і споруду для торгівлі, кіоск). Щодо повітки без стін, даху на стовпах відоме позначення «оборіг». Діалектне «шо́па», «шіпка», «шіпчина» (від сер.-в.-нім. schopl; ним також називають повітки зі стінами, легкі споруди, хлівці). На російській Півночі «повіть» (рос. поветь, повить, поветка, поветье) — окреме приміщення у рубленій хаті, розташоване над нижнім поверхом з хлівами — у неї заїздили по дерев'яному узвозу. У Білорусі словом «повіть» (павець) називають оборіг, а також навіс взагалі. Зараз слово «повітка» вживається рідше, більше поширене — «сарай».

## В художній літературі
- «Збоку в садку зроблена повіточка садова, вся в зелені та в квітах: у повітці приладновано великий турецький ослін з подушками». (Леся Українка «Бояриня»)
- Кайдаш сидів в повітці на ослоні й майстрував… (Іван Нечуй-Левицький «Кайдашева сім'я»)
- «А то в повітці був не собака, а ведмідь такий здоровий. Його пан держав там прив'язаного собі на потіху» (Олена Пчілка, «Хлопчик та ведмідь»).

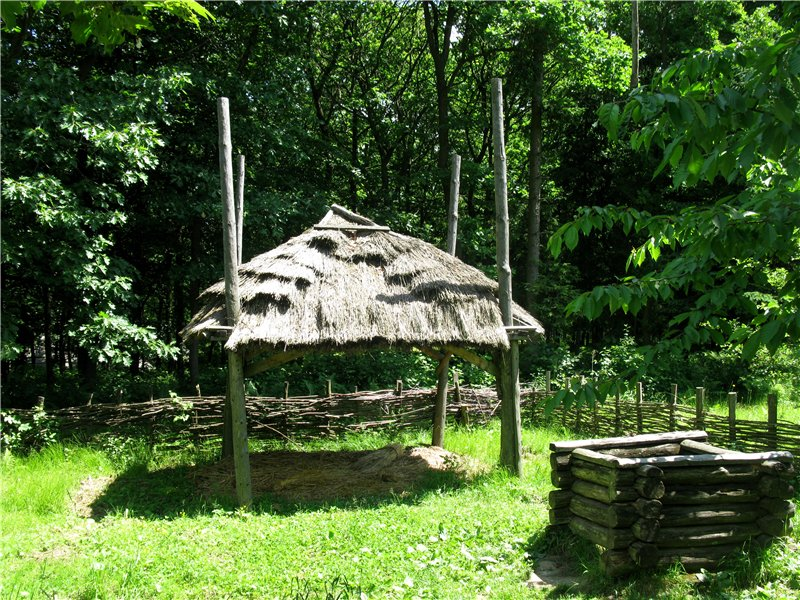
Оборіг (повітка для сіна)
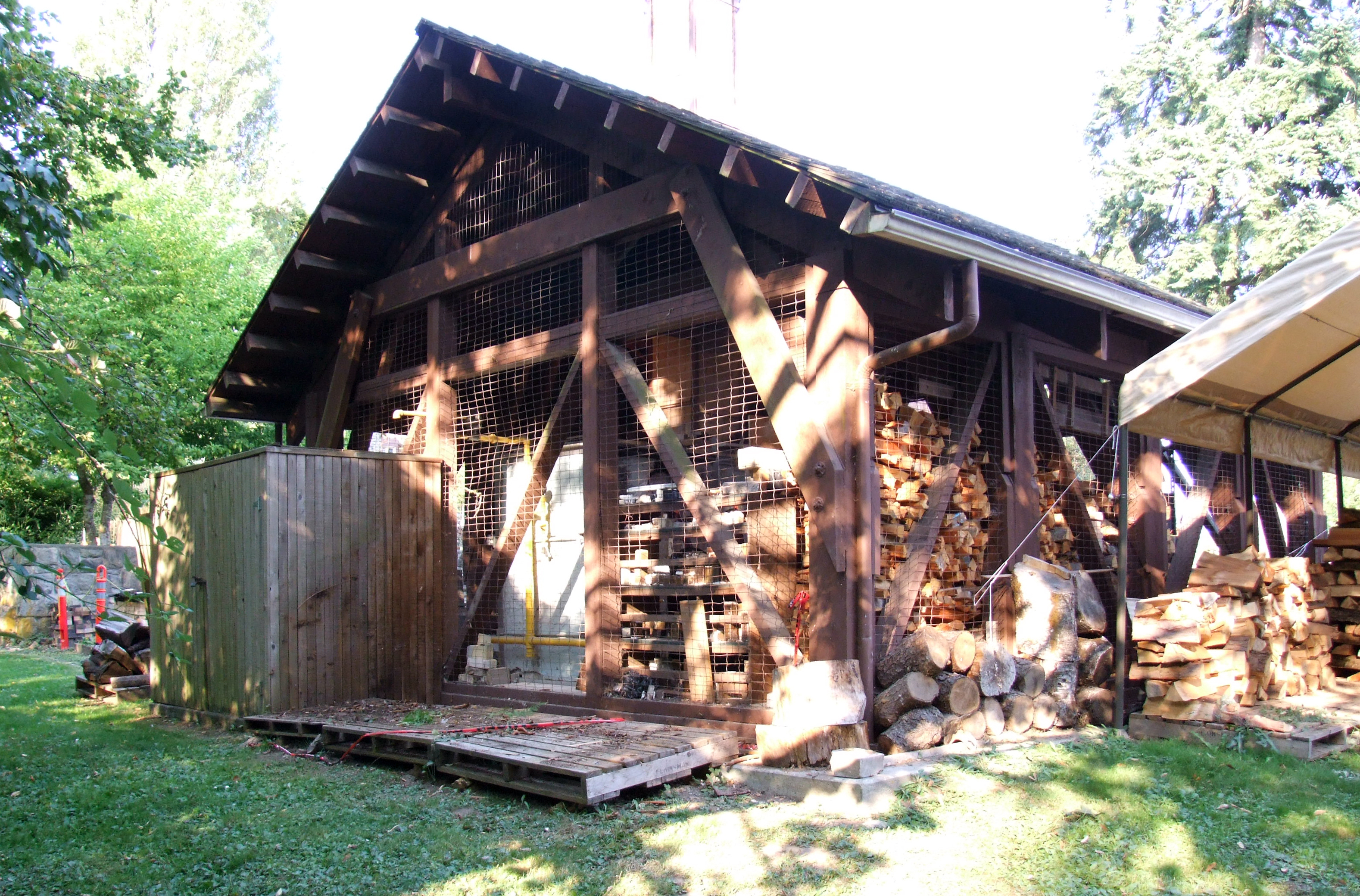
Дровник
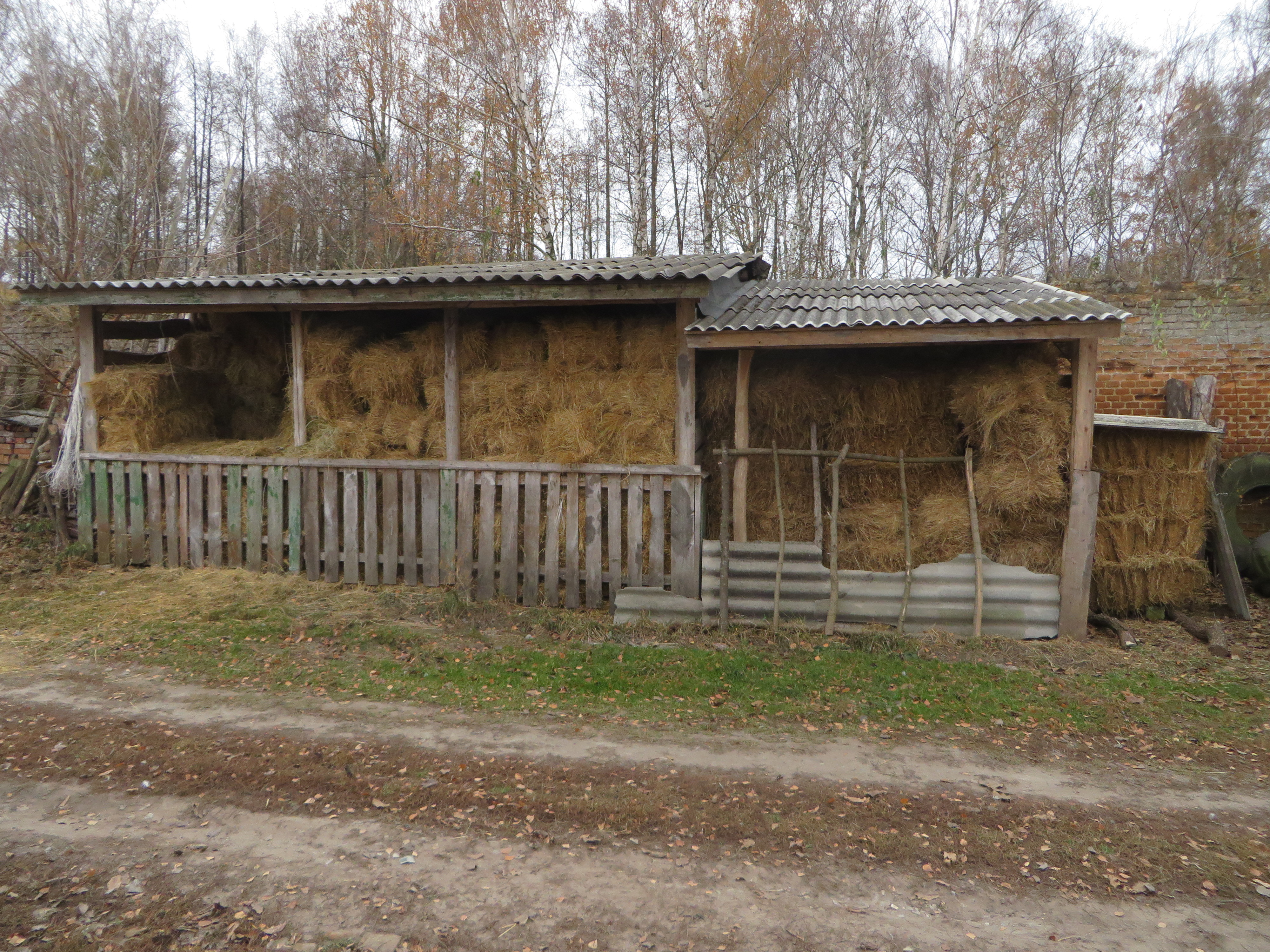
Сінник (повітка для сіна)
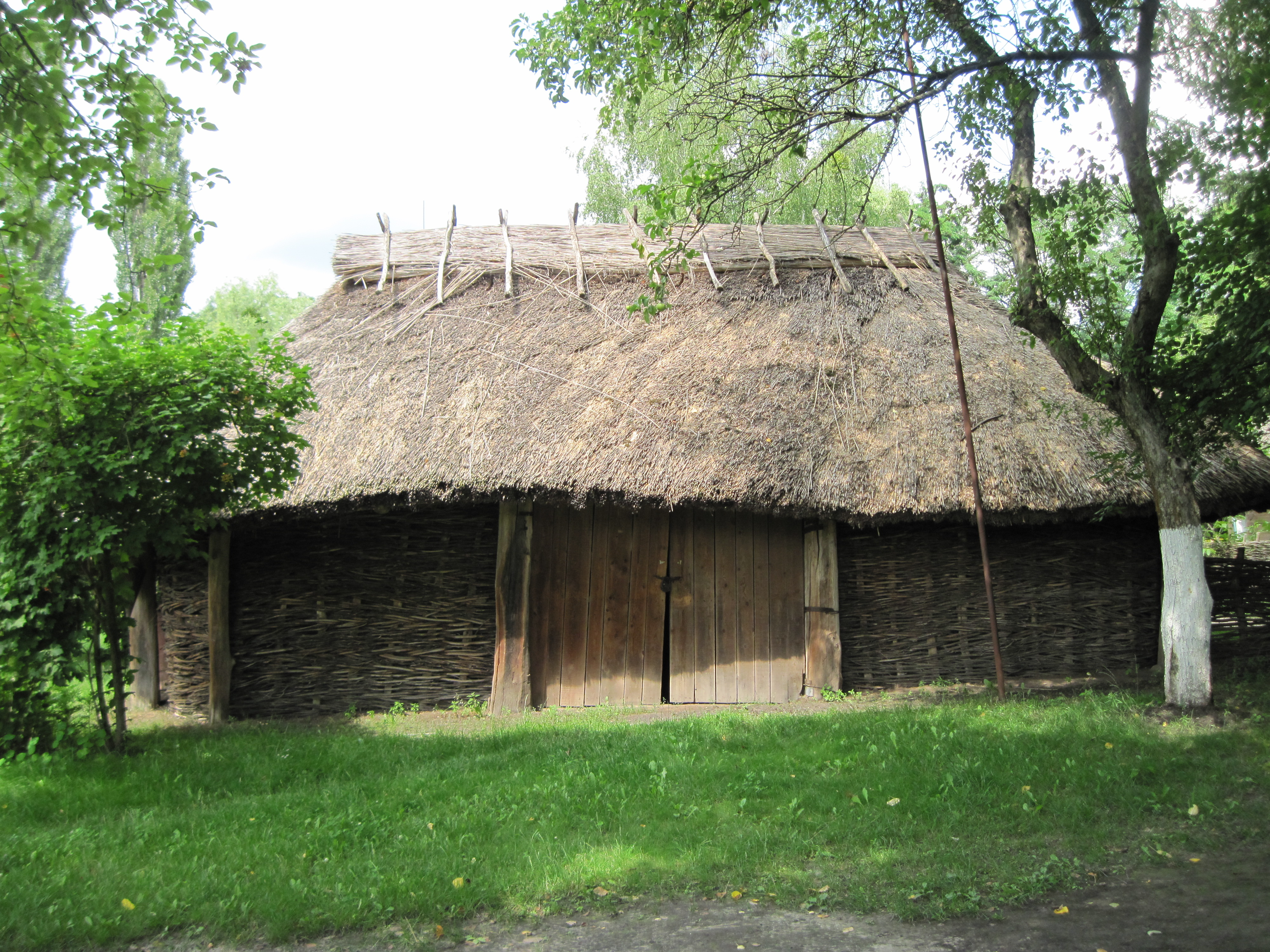
Повітка для снопів
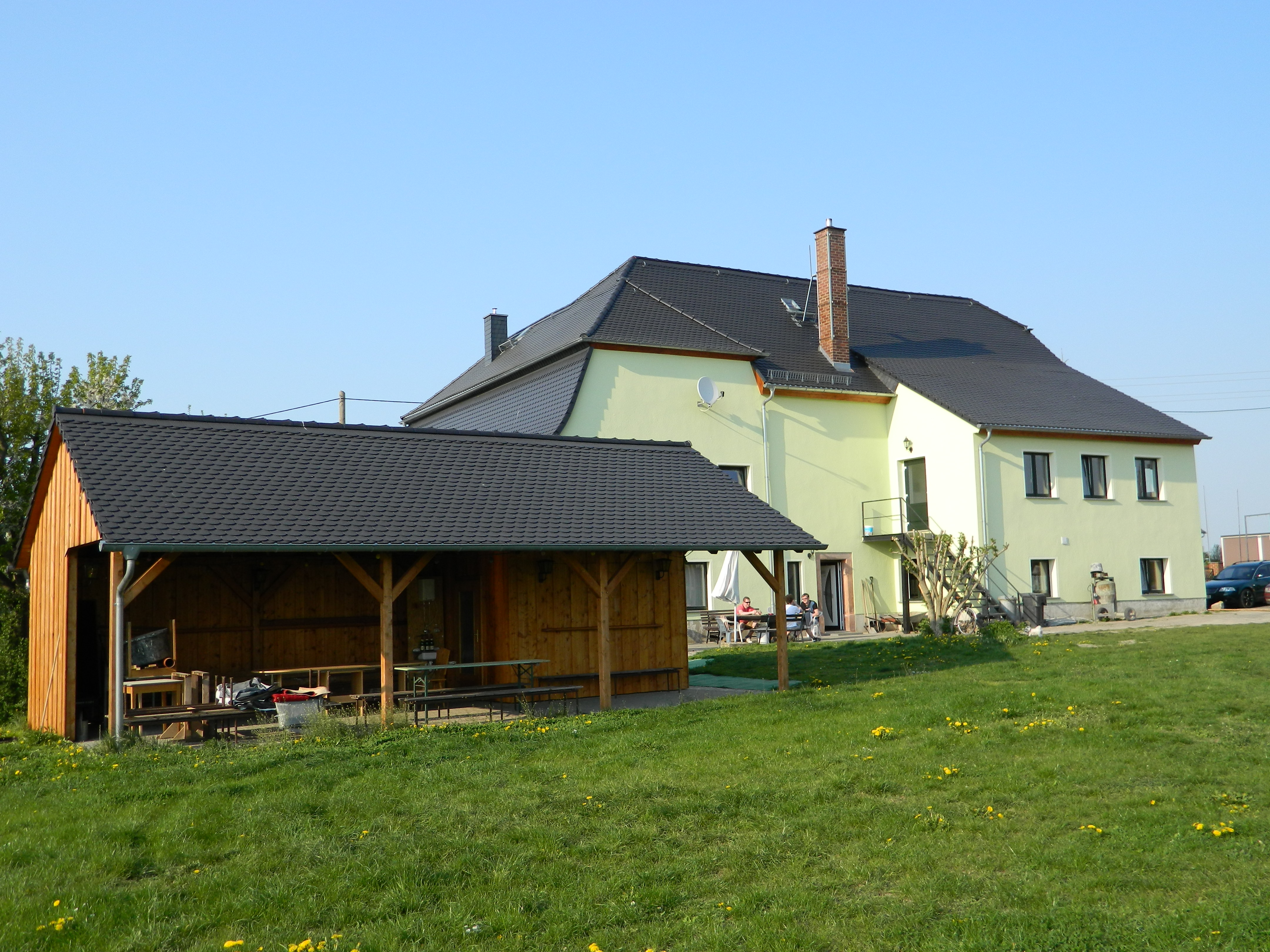
Повітка для реманенту
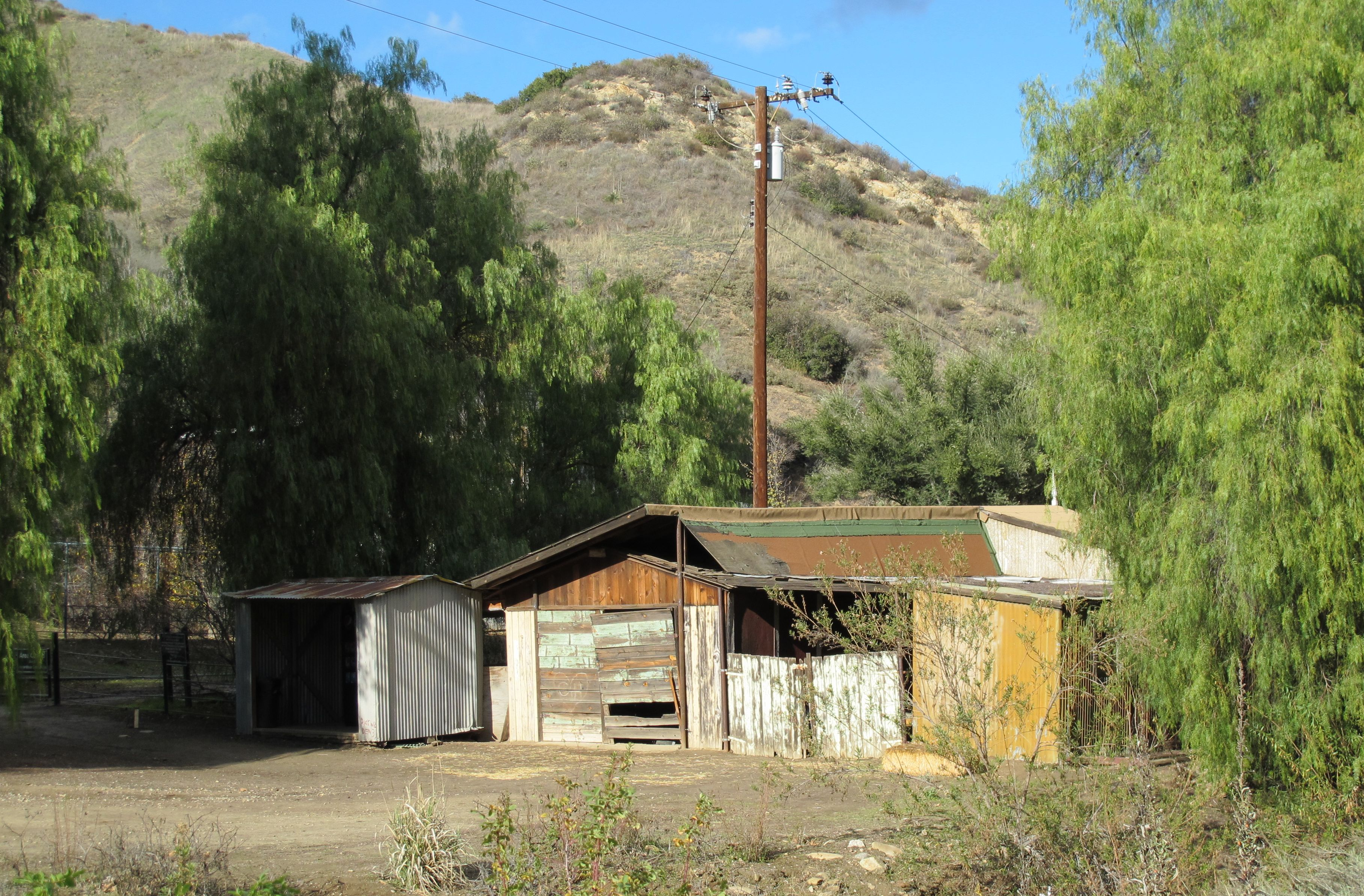
Старі сараї, оточені перцевими деревами, у місті-привиді Ментривіль, Каліфорнія.
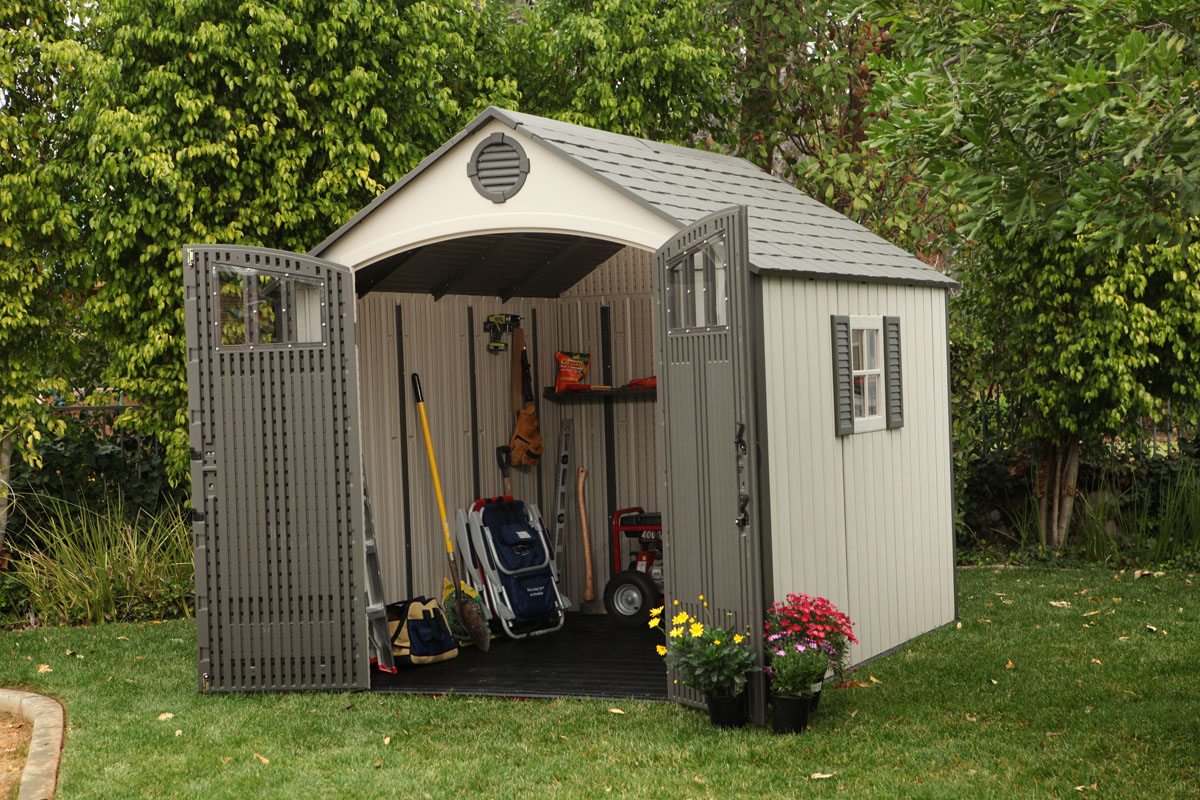
Садова повітка для інструментів

### Деталізація джерел
1. ↑  Повітка // Словник української мови : в 11 т. — Київ : Наукова думка, 1970—1980.
2. ↑  Сарай // Словник української мови : в 11 т. — Київ : Наукова думка, 1970—1980.
3. 1 2  Ятка // Словник української мови : в 11 т. — Київ : Наукова думка, 1970—1980.
4. 1 2  Шопа // Словник української мови : в 11 т. — Київ : Наукова думка, 1970—1980.
5. ↑  Хлів // Словник української мови : в 11 т. — Київ : Наукова думка, 1970—1980.
6. 1 2  Лінгвістична географія Наддніпрянщини: лексичні матеріали / В. С. Ващенко; Дніпропетр. держ. ун-т імені 300-річчя возз'єднання України з Росією. — Дніпропетровськ: [б.в.], 1968. — 157, [1] c.: табл., карти (стор.: 30) Доступ: https://shron1.chtyvo.org.ua/Vaschenko_Vasyl/Linhvistychna_heohrafiia_Naddniprianschyny_Leksychni_materialy.pdf
7. ↑  Народознавство: короткий словник-довідник для студентів освітньокваліфікаційного рівня «бакалавр» професійних спрямувань «Українська мова і література», «Мова і література (російська)» / уклад. М.В. Стасик. — Запоріжжя: Запорізький національний університет, 2015. — 222 с. Доступ
8. ↑  Гончарівна: (одержима керамікою) / Леонід Сморж ; передм. О. Пошивайло. — Опішне: Українське народознавство, 2004. — 299 с.: іл. — (Славетні гончарі України; Вып. 1). — Бібліогр.: с. 297—299. — На авантитулі загл.: Олександра Селюченко: Трагедія одинокої творчості. Кн. 1. Життєпис. — ISBN 966-7322-10-6
9. ↑  Матеріали до літопису українського гончарства. Доступ: https://issuu.com/yuriygerasimenko/docs/goncharivna_2c70f5fe023172
10. 1 2  Повітка // Українська мала енциклопедія : 16 кн. : у 8 т. / проф. Є. Онацький. — Накладом Адміністратури УАПЦ в Аргентині. — Буенос-Айрес, 1963. — Т. 6, кн. XI : Літери Пере — По. — С. 1405. — 1000 екз. (стор.: 1405)
11. ↑  Ганна Ткаченко. Фундатор Музею народної архітектури та побуту Середньої Наддніпрянщини / Краєзнавство. Науковий журнал № 4 (85), 2013 р. Доступ: https://upload.wikimedia.org/wikipedia/commons/9/9a/Журнал_«Краєзнавство»%2C_2013._%E2%80%93_Ч._4.pdf
12. 1 2  Господарські будівлі двору // Українська минувшина: Ілюстрований етнографічний довідник. — 2-е вид. / А. П. Пономарьов, Л. Ф. Артюх, Т. В. Косміна та ін. — К.: Либідь, 1994. — С. 24. — 256 с. — ISBN 5-325-00592-8.
13. ↑  Українці: Історико-етнографічна монографія: У 2 кн. / За ред. А. Пономарьова — Опішне: Українське народознавство, 1999. ISBN 966-7322-03-3 — Кн. 2 — 544 с. : іл. ISBN 966-7322-05-X
14. ↑  Архітектурна спадщина України, Вип. 1. Маловивчені проблеми історії архітектури та містобудування / За ред. В.Тимофієнка. — К.: 1994. — 263 с.: іл (стор.: 141)
15. ↑  Етимологічний словник української мови : в 7 т. / редкол.: О. С. Мельничук (гол. ред.) та ін. — К. : Наукова думка, 1989. — Т. 4 : Н — П / укл.: Р. В. Болдирєв та ін. ; ред. тому: В. Т. Коломієць, В. Г. Скляренко. — 656 с. — ISBN 966-00-0590-3.
16. 1 2  Історія української мови. Лексика і фразеологія: [монографія] / В. О. Винник, В. Й. Горобець, В. Л. Карпова [та ін.]; АН УРСР, Ін-т мовознавства ім. О. О. Потебні. —  Київ: Наук. думка, 1983. —  742, [1] c.
17. ↑  Етимологічний словник української мови : в 7 т. / редкол.: О. С. Мельничук (гол. ред.) та ін. — К. : Наукова думка, 2006. — Т. 5 : Р — Т / укл.: Р. В. Болдирєв та ін. — 704 с. — ISBN 966-00-0785-X.
18. 1 2 3  Інститут історії України. Енциклопедія історії України Сарай
19. ↑  Етимологічний словник української мови : в 7 т. / редкол.: О. С. Мельничук (гол. ред.) та ін. — К. : Наукова думка, 2012. — Т. 6 : У — Я / укл.: Г. П. Півторак та ін. — 568 с. — ISBN 978-966-00-0197-8.
20. ↑  Шіпка // Словник української мови : в 11 т. — Київ : Наукова думка, 1970—1980.
21. ↑  Шіпчина // Словник української мови : в 11 т. — Київ : Наукова думка, 1970—1980.
22. ↑  Лакотка, А. І. На тым гумнішчы…//Помнікі гісторыі і культуры Беларусі. 4/1981 (біл.)